# Sancha d'Aragona (regina di Napoli)
Sancha o Sancia (1285 – Napoli, 28 luglio 1345), figlia quintogenita del re di Maiorca, Giacomo II, e di Esclarmonde di Foix, figlia del conte di Foix, Ruggero IV, fu regina consorte di Napoli, come seconda moglie del re Roberto d'Angiò, dal 1309 al 1343, anno della morte del marito.
Prima della loro incoronazione, Sancha e Roberto furono creati nel 1297 primi duchi di Calabria. Dopo l'incoronazione, Sancha fu investita anche dei titoli di contessa consorte d'Angiò e del Maine, contessa consorte di Provenza e di Forcalquier, e regina titolare consorte di Gerusalemme.

## Biografia

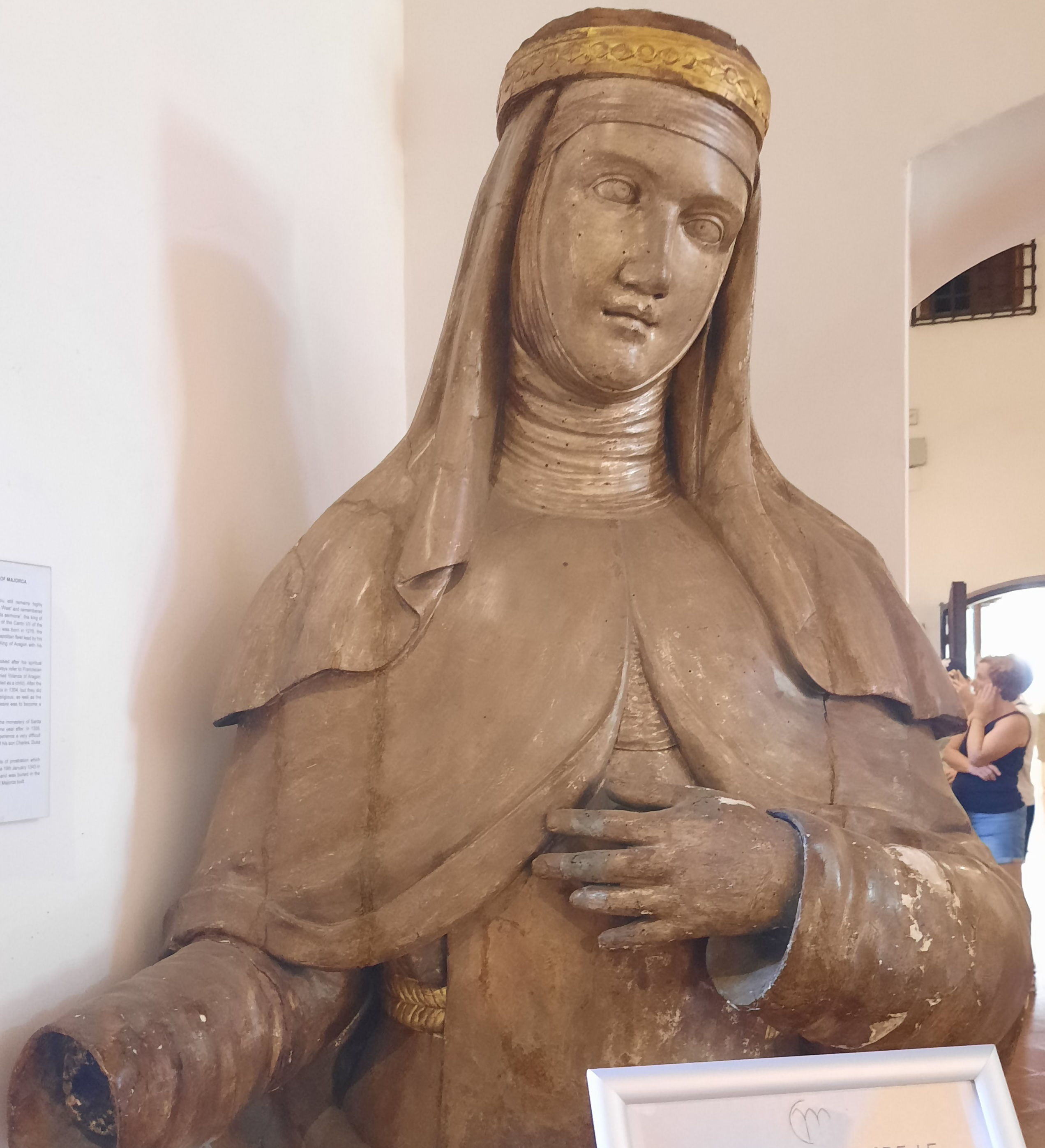
Busto processionale di Sancia d'Aragona, scultore napoletano del XIX secolo, Museo dell'Opera di Santa Chiara, Basilica di Santa Chiara

Secondo la Cronaca piniatense, Sancha, dopo la sorella Isabella (la primera…Isabel…la otra Sancha) era la seconda figlia femmina del re di Maiorca, Giacomo II, e specifica che era sposata al re di Napoli Roberto d'Angiò (del rey Rubert).
Il 17 giugno del 1304, a Collioure, vicino a Perpignano, nella Contea del Rossiglione, Sancha andò in sposa a Roberto d'Angiò, il più anziano figlio sopravvissuto di Carlo II d'Angiò e Maria Arpad d'Ungheria, quindi erede al trono di Napoli. Roberto aveva perso all'età di ventisette anni (1302) la sua prima moglie, Iolanda d'Aragona, figlia di Pietro III d'Aragona e Costanza di Hohenstaufen.
Alla morte di Carlo II avvenuta il 5 maggio 1309, Roberto gli succedette sul trono e Sancha divenne così regina consorte sino alla morte del marito.
Dal marito ricevette la signoria di Potenza, Venosa, Lanciano, Alessa, San Angelo e Ruvo di Puglia il 2 agosto 1311. Dal padre aveva ricevuto una rilevante dote in denaro. Anche il testamento di sua madre Esclarmonde (Sclarmunda…regina Majoricæ), datato 24 marzo 1312, assicurò un lascito a Sancha (Sanciæ…Reginæ Siciliæ…filiæ nostræ). 

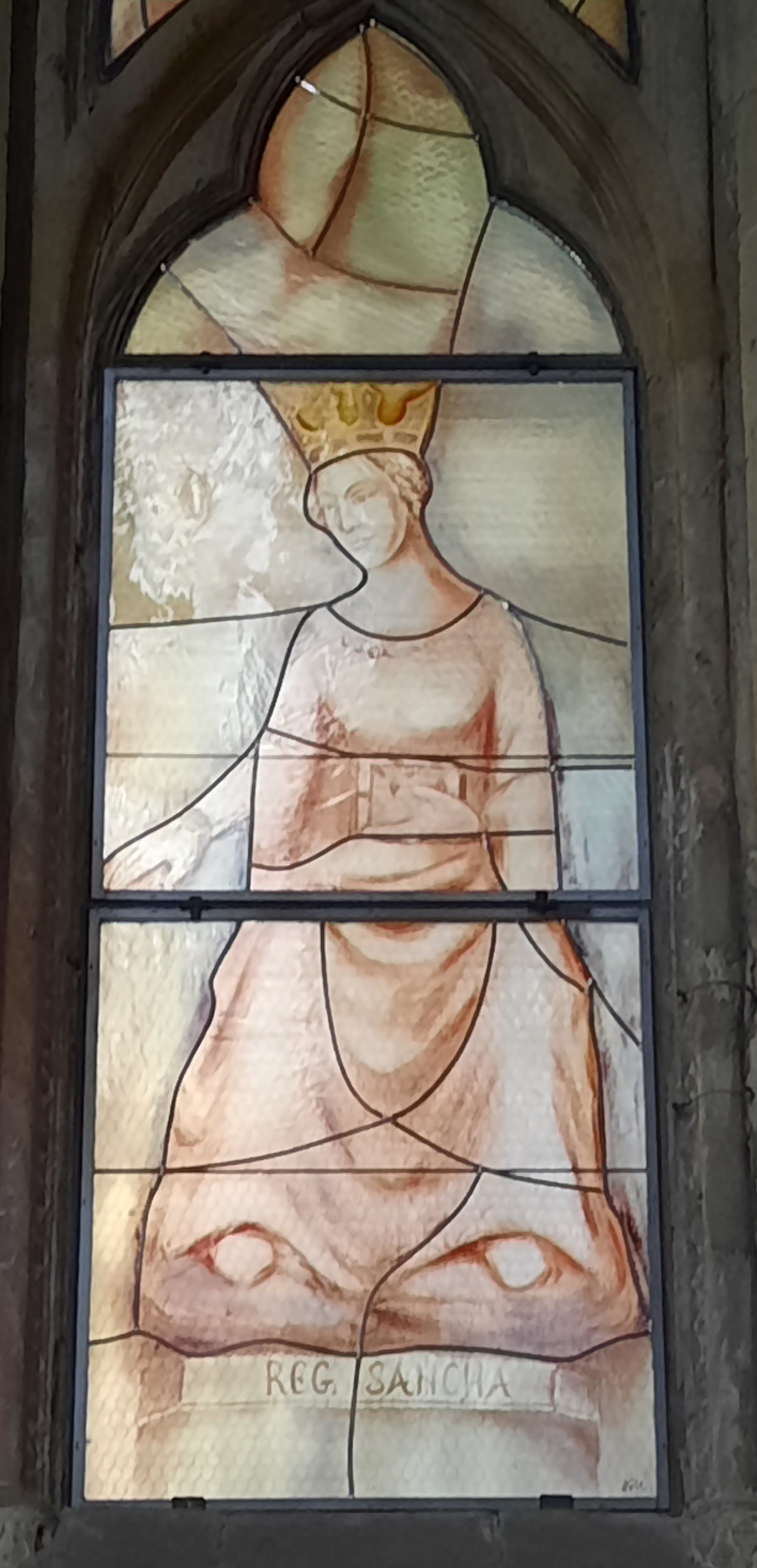
Vetrata della Basilica di Santa Chiara raffigurante Sancia d'Aragona

Tutti questi beni andarono a costituire un patrimonio assai ampio, che il marito le lasciò amministrare autonomamente, dandole anche notevole spazio nel governo del regno. Si crearono due curie regie, coordinate e complementari, tali da rafforzarsi a vicenda e da disegnare per la regina un ruolo di effettivo primo piano politico.

Il 20 gennaio 1343, Roberto morì e gli succedette la nipote, Giovanna d'Angiò mentre Sancha, per espressa volontà del marito, fu nominata tutrice della neo-regina, che era sedicenne. In questo periodo di reggenza fondò il primo orfanotrofio d'Europa.
Poco dopo, costretta a lasciare la corte, la regina Sancha si ritirò nel monastero di Santa Maria della Croce (e non come si crede, Santa Chiara), in Napoli dove, nel 1344, prese i voti e il nome di suor Chiara di Santa Croce.

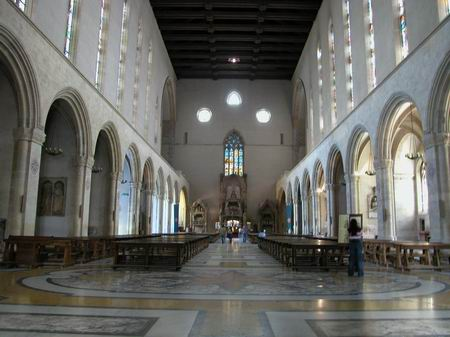
Navata, Basilica di Santa Chiara, Napoli

Sancha mori l'anno dopo il 28 luglio 1345 e fu tumulata nel suo monastero di Santa Maria della Croce. In un secondo tempo la salma fu trasferita nella chiesa di Santa Chiara, dove la sepoltura ora non è però individuata.
Pur non essendo stata formalmente oggetto di processo di beatificazione è venerata con il titolo di beata dalla chiesa cattolica, nell'ambito dell'ordine francescano.

## Figli
Sancha e Roberto non ebbero alcun figlio, se non un piccolo morto infante, anch'egli di nome Roberto.

## Ascendenza
|                       |                             |                              | Genitori                      |  |  | Nonni |  |  | Bisnonni            |  |  | Trisnonni            |  |
|                       |                             |                              |                               |  |  |       |  |  | Pietro II d'Aragona |  |  | Alfonso II d'Aragona |  |
|                       |                             |                              |                               |  |  |       |  |  | Pietro II d'Aragona |  |  | Alfonso II d'Aragona |  |
|                       |                             | Sancha di Castiglia          |                               |  |  |       |  |  | Pietro II d'Aragona |  |  |                      |  |
| Giacomo I d'Aragona   |                             |                              |                               |  |  |       |  |  | Pietro II d'Aragona |  |  |                      |  |
|                       |                             | Maria di Montpellier         | Guglielmo VIII di Montpellier |  |  |       |  |  |                     |  |  |                      |  |
|                       |                             | Maria di Montpellier         | Guglielmo VIII di Montpellier |  |  |       |  |  |                     |  |  |                      |  |
|                       |                             | Maria di Montpellier         | Eudocia Comnena               |  |  |       |  |  |                     |  |  |                      |  |
| Giacomo II di Maiorca |                             | Maria di Montpellier         |                               |  |  |       |  |  |                     |  |  |                      |  |
|                       |                             | Andrea II d'Ungheria         | Béla III d'Ungheria           |  |  |       |  |  |                     |  |  |                      |  |
|                       |                             | Andrea II d'Ungheria         | Béla III d'Ungheria           |  |  |       |  |  |                     |  |  |                      |  |
|                       |                             | Andrea II d'Ungheria         | Agnese d'Antiochia            |  |  |       |  |  |                     |  |  |                      |  |
| Iolanda d'Ungheria    |                             | Andrea II d'Ungheria         |                               |  |  |       |  |  |                     |  |  |                      |  |
|                       |                             | Iolanda di Courtenay         | Pietro II di Courtenay        |  |  |       |  |  |                     |  |  |                      |  |
|                       |                             | Iolanda di Courtenay         | Pietro II di Courtenay        |  |  |       |  |  |                     |  |  |                      |  |
|                       |                             | Iolanda di Courtenay         | Iolanda di Fiandra            |  |  |       |  |  |                     |  |  |                      |  |
| Sancha d'Aragona      |                             | Iolanda di Courtenay         |                               |  |  |       |  |  |                     |  |  |                      |  |
|                       | Ruggero Bernardo II di Foix | Raimondo Ruggero di Foix     |                               |  |  |       |  |  |                     |  |  |                      |  |
|                       | Ruggero Bernardo II di Foix | Raimondo Ruggero di Foix     |                               |  |  |       |  |  |                     |  |  |                      |  |
|                       | Ruggero Bernardo II di Foix | Filippa di Moncada           |                               |  |  |       |  |  |                     |  |  |                      |  |
| Ruggero IV di Foix    | Ruggero Bernardo II di Foix |                              |                               |  |  |       |  |  |                     |  |  |                      |  |
|                       |                             | Ermesinda di Castelbon       | Arnaldo di Castelbon          |  |  |       |  |  |                     |  |  |                      |  |
|                       |                             | Ermesinda di Castelbon       | Arnaldo di Castelbon          |  |  |       |  |  |                     |  |  |                      |  |
|                       |                             | Ermesinda di Castelbon       | Arnalda di Caboet             |  |  |       |  |  |                     |  |  |                      |  |
| Esclarmonde di Foix   |                             | Ermesinda di Castelbon       |                               |  |  |       |  |  |                     |  |  |                      |  |
|                       |                             | Raimondo Folch IV de Cardona | Guglielmo I de Cardona        |  |  |       |  |  |                     |  |  |                      |  |
|                       |                             | Raimondo Folch IV de Cardona | Guglielmo I de Cardona        |  |  |       |  |  |                     |  |  |                      |  |
|                       |                             | Raimondo Folch IV de Cardona | …                             |  |  |       |  |  |                     |  |  |                      |  |
| Brunisenda di Cardona |                             | Raimondo Folch IV de Cardona |                               |  |  |       |  |  |                     |  |  |                      |  |
|                       |                             | Agnese di Tarroja            | …                             |  |  |       |  |  |                     |  |  |                      |  |
|                       |                             | Agnese di Tarroja            | …                             |  |  |       |  |  |                     |  |  |                      |  |
|                       |                             | Agnese di Tarroja            | …                             |  |  |       |  |  |                     |  |  |                      |  |
|                       |                             | Agnese di Tarroja            |                               |  |  |       |  |  |                     |  |  |                      |  |